# 蒙罗济耶
蒙罗济耶（法語：Montrozier，法語發音：[mɔ̃ʁozje]）是法国阿韦龙省的一个市镇，属于罗德兹区。

## 地理
蒙罗济耶（44°23'35"N, 2°42'22"E）面积46.78 平方千米，位于法国奧克西塔尼大區阿韦龙省，该省份为法国南部内陆省份，位于法國中央高原南部，北起顺时针与康塔爾省、洛泽尔省、加尔省、埃罗省、塔恩省、塔恩-加龙省和洛特省接壤。
与蒙罗济耶接壤的市镇（或旧市镇、城区）包括：阿让达韦龙、贝托莱讷、博祖勒、拉卢比耶尔、塞巴扎克-孔库雷斯、勒维巴勒。

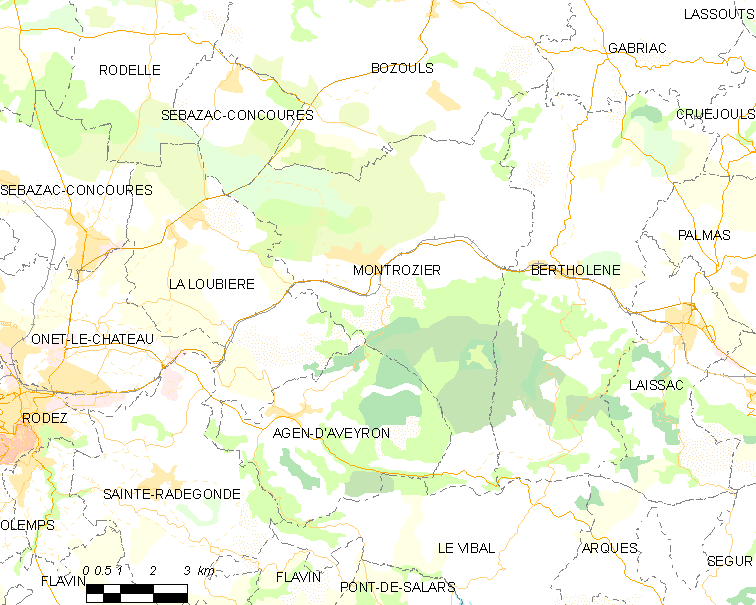
蒙罗济耶的OSM定位图

蒙罗济耶的时区为UTC+01:00、UTC+02:00（夏令时）。

## 行政
蒙罗济耶的邮政编码为12630，INSEE市镇编码为12157。

## 政治
蒙罗济耶所属的省级选区为科斯-孔塔勒县。

## 人口

1962-2008年间蒙罗济耶人口变化图示

蒙罗济耶于2022年1月1日时的人口数量为1748人。